# اونوز
اونوز (به انگلیسی: Unuz) یک منطقه مسکونی در جمهوری آذربایجان است که در شهرستان آستارا واقع شده است.